# Сон астронома
«Сон астронома» (фр. La lune à un mètre) — німий короткометражний фантастичний фільм Жоржа Мельєса. В ньому була використана трюкова фотографія, що перетворило фільм на трюковий фільм. Через 4 роки Мельєс зняв фільм «Подорож на Місяць», який певною мірою можна вважати ремейком цього фільму.
Прем'єра відбулася у Франції. Дата прем'єри в США — 13 травня 1898 року. 22 вересня 2009 року фільм був показаний в рамках Атленського кінофестивалю в Греції.

## Сюжет
Астроном дивиться в телескоп на місяць. Раптом він бачить на місяці дівчину і йде до неї. Але його поїдає місяць. Потім він розуміє, що це сон.

## Галерея

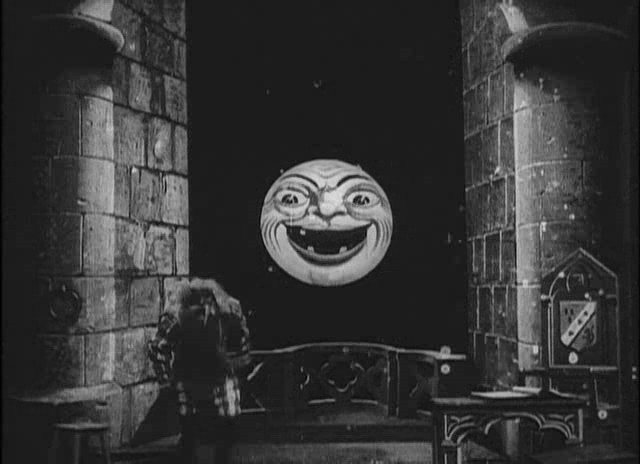
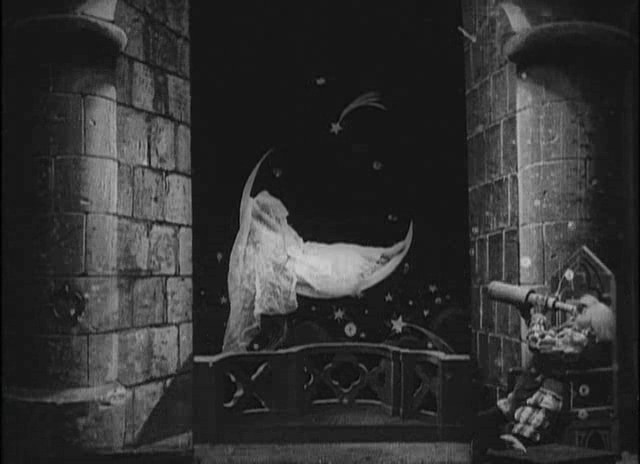
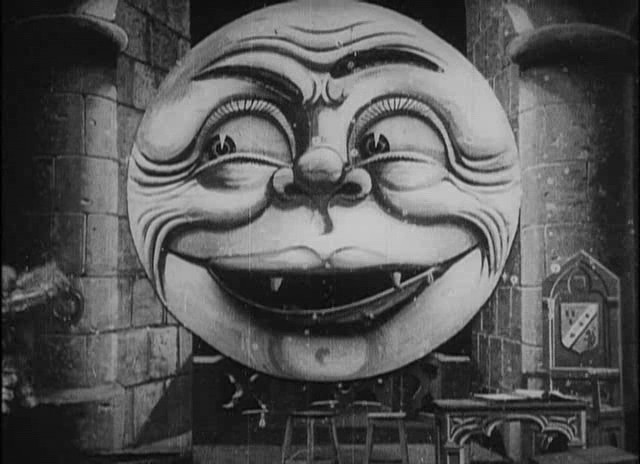